# William Turner Thiselton-Dyer
William Turner Thiselton-Dyer FRS, PRSE (Westminster, Londres, 28 de julho de 1843 — Whitcombe, 23 de dezembro de 1928) foi um botânico britânico. 

## Obras
- Essays on the endowment of research (1876); -
- Biology centrali-american: or, Contributions to the knowledge of the fauna and flora of Mexico and Central America (1879 a 1888) ;
- Com William Henry Harvey (1811-1866) flora Carpensis (1896 a 1925) ;
- Icones Plantarum (1896 a 1906) ;
- Flora of Tropical Africa (1897 a 1913 ;
- e com Robert Allen Rolfe (1855-1921) Orchidaceae in flora of tropical Africa (1898).